# Sau-dong
Sau-dong (koreanska: 사우동) är en stadsdel i kommunen Gimpo i provinsen Gyeonggi i Sydkorea, 23 km väster om huvudstaden Seoul.